# Eronilde de Araújo
Eronilde de Araújo, född 31 december 1970, är en friidrottare från Brasilien. Han deltog vid olympiska sommarspelen 1992, olympiska sommarspelen 1996 och olympiska sommarspelen 2000.